# Dům U Goliáše (Olomouc)
Dům U Goliáše se v Olomouci nacházel na Horním náměstí 27. Nejstarší zmínky pochází z 30. let 16. století. Jedna z majitelek domu byla obviněna z čarodějnictví. Proces vedl nechvalně známý Jindřich Boblig z Edlštatu.
V časech olomoucké pevnosti zde žil její tehdejší velitel generál Hyacint svobodný pán von Bretton. Jeho náhrobek je možné vidět v kostele sv. Mořice. Dům byl v roce 1912 zbořen a na jeho místě byla postavena nová secesní budova. Dnes je zde pošta.
Odehrály se zde tři zločiny, v letech 1730, 1811 a 1824.[zdroj⁠?!]

## Galerie

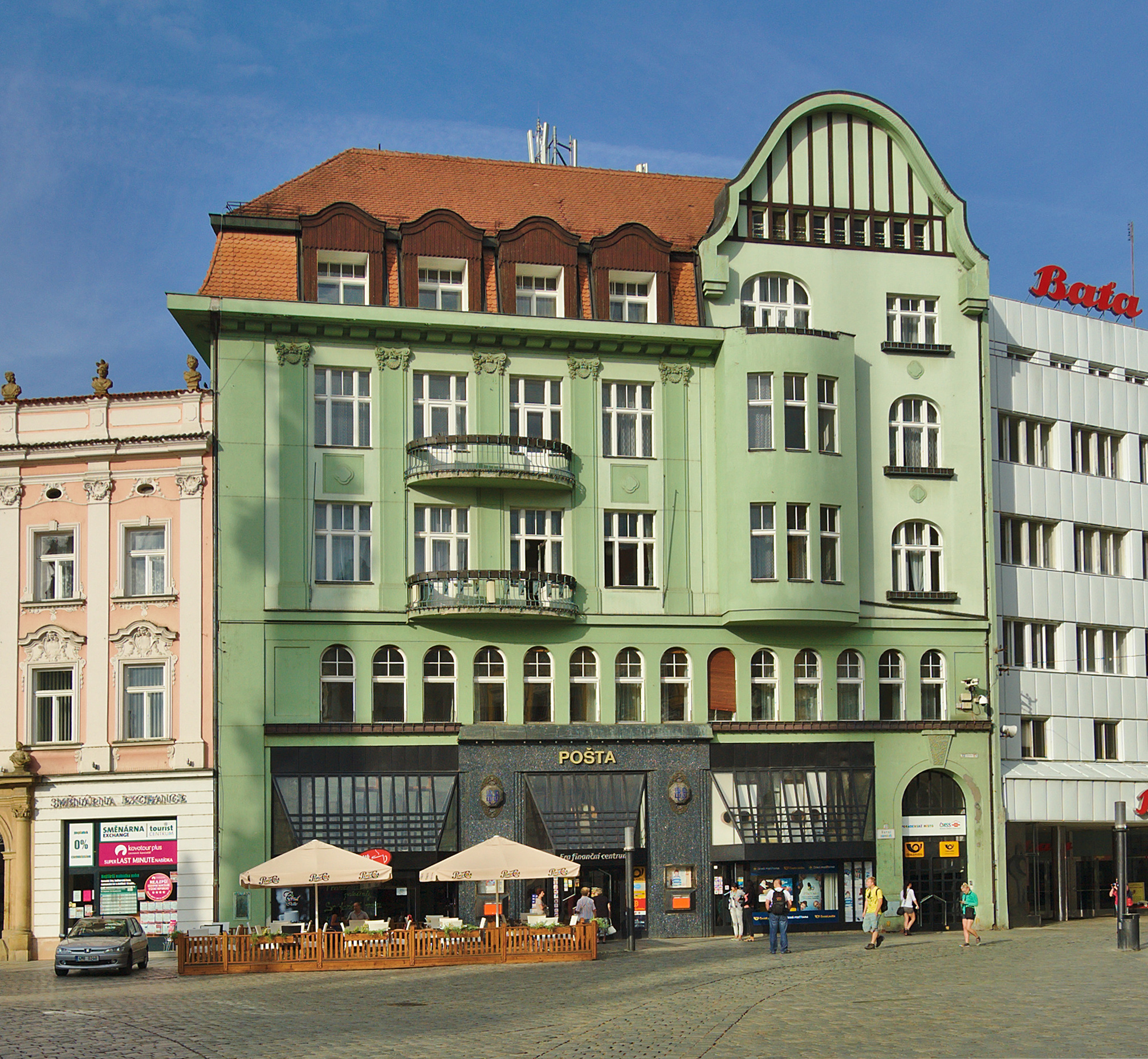
Dnešní dům na Horním náměstí 27
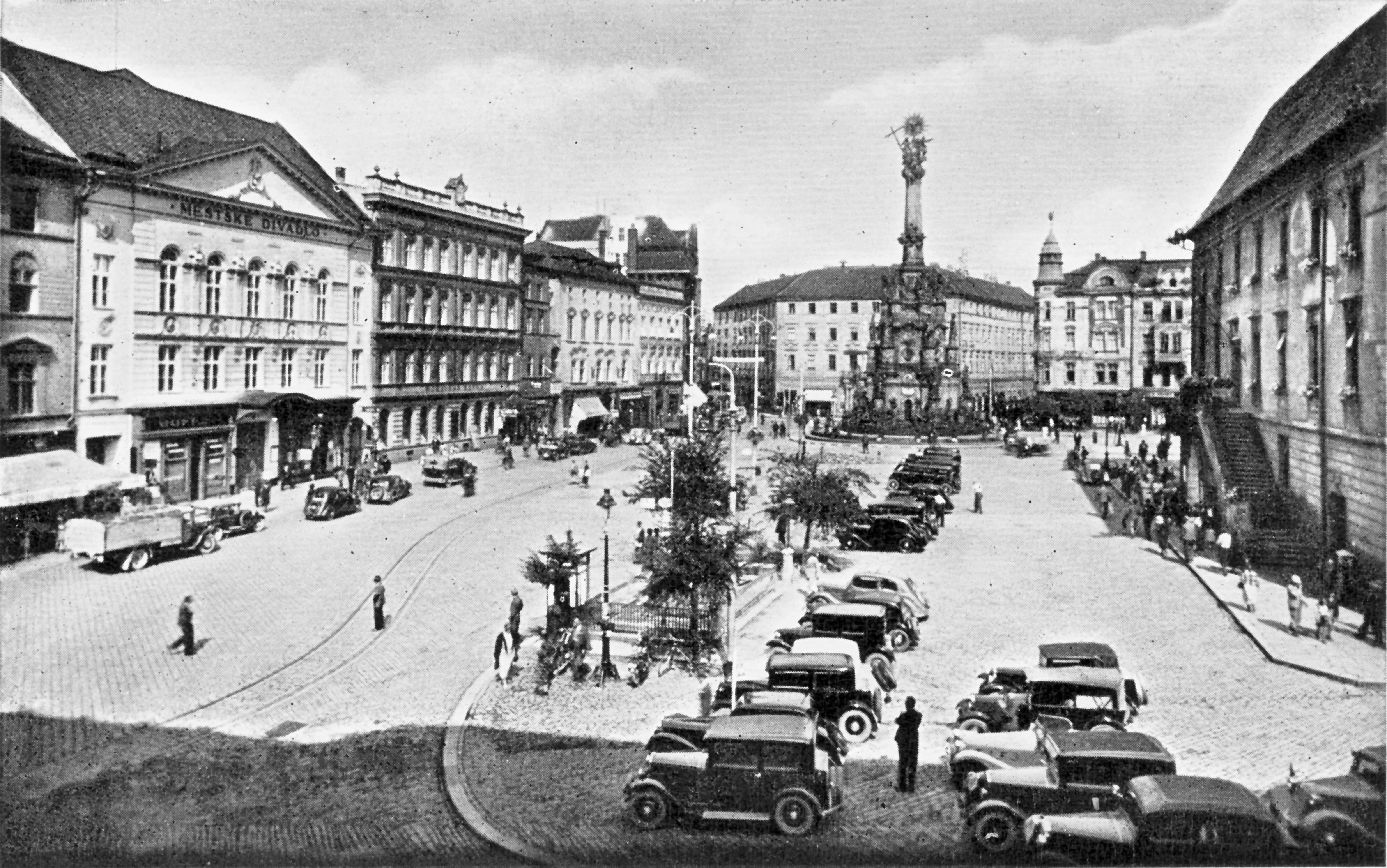
Historický pohled na Horní náměstí v Olomouci
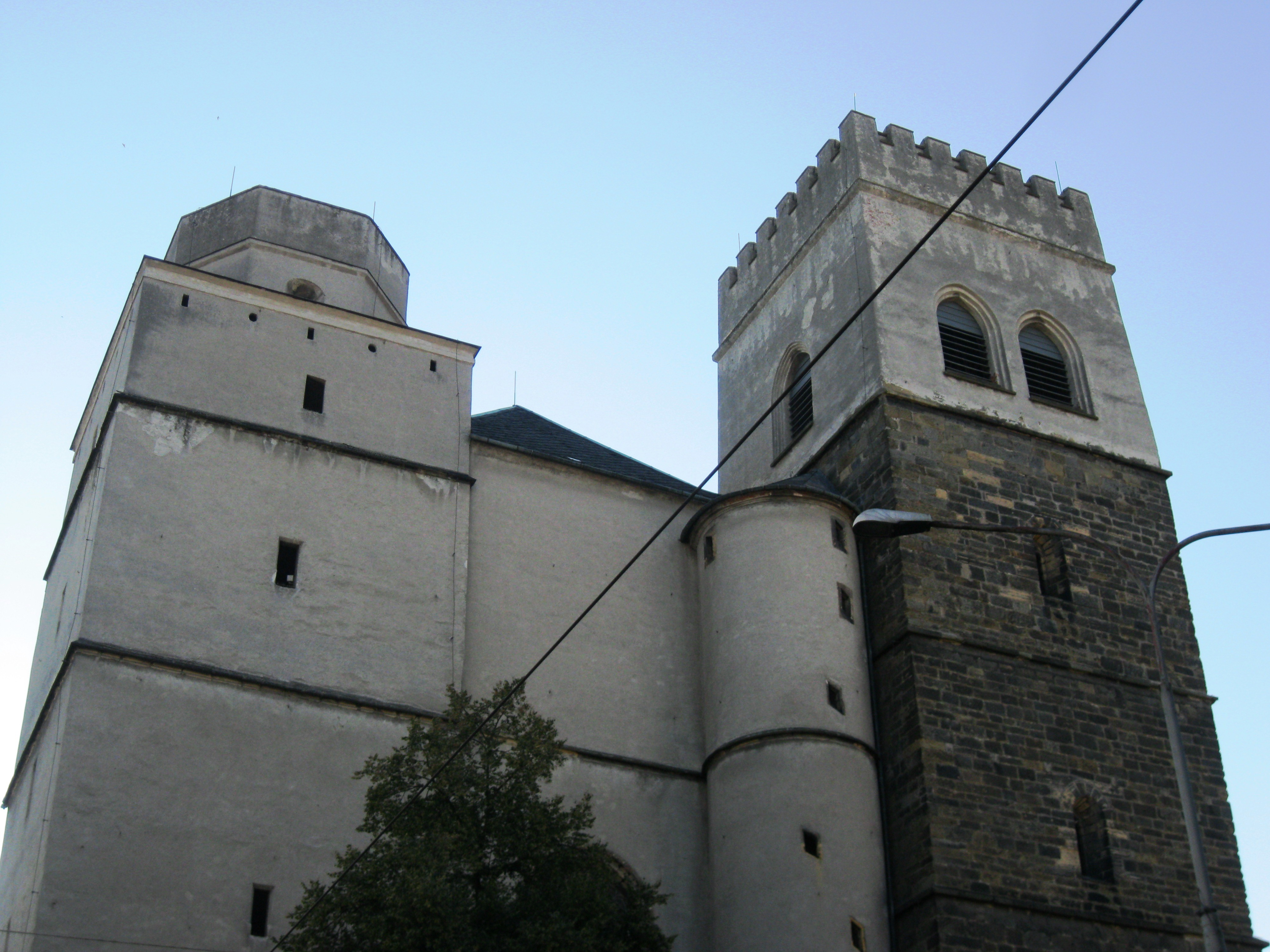
Kostel sv. Mořice, v kostele je náhrobek generála Hyacinta